# Bleu des Causses (queso)
El queso Bleu des Causses es un queso francés fabricado en la región de Auvernia, con denominación de la AOC desde 1975.
Es un verdadero roquefort de leche de vaca, cuya característica rústica proviene de su prolongado afinado que se lleva a cabo en las cuevas calcáreas de Causses, especialmente en las de los acantilados de las Gorges du Tarn.

## Fabricación
Es un queso hecho a base de leche de vaca, de pasta verde, y de un peso medio de 2,5 kg.
Su zona de afinado se concentra en algunos cantones del Aveyron: Campagnac, Cornus, Millau, Peyreleau y Saint-Affrique.

## Degustación
Su período de degustación óptima transcurre desde mayo a septiembre, tras un afinado de 10 a 12 semanas; pero es un queso excelente en cualquier época del año.

## Producción
983 toneladas en 2003, de las que el 100 % son de leche coagulada.

## Denominación de origen
A nivel nacional, en Francia, el Bleu des Causses es reconocido como appellation d'origine contrôlée (AOC) desde 1979. Desde 1996, es una denominación de origen protegida (PDO) ante la Unión Europea. A nivel internacional, cuenta con registro como denominación de origen, conforme al Sistema de Lisboa, ante la Organización Mundial de la Propiedad Intelectual, desde el 20 de diciembre de 1967.